# Macromitrium macrocomoides
Macromitrium macrocomoides är en bladmossart som beskrevs av C. Müller 1898. Macromitrium macrocomoides ingår i släktet Macromitrium och familjen Orthotrichaceae. Inga underarter finns listade i Catalogue of Life.